# Heinz Lewerenz
Heinz Lewerenz (* 21. September 1890 in Bielefeld; † 31. August 1939 in Bad Wiessee) war ein deutscher expressionistischer Maler aus der ostwestfälischen Stadt Bielefeld. Er wird der Bielefelder Moderne (1907–1926) und dem Westfälischen Expressionismus zugerechnet.

## Leben
Nach einer kaufmännischen Lehre arbeitete Heinz Lewerenz in einem Musterzeichneratelier. Anschließend besuchte er die Klasse von Ludwig Godewols an der Handwerker- und Kunstgewerbeschule Bielefeld von 1909 bis 1914. Dort lernte er u. a. Peter August Böckstiegel und Victor Tuxhorn kennen. Heinz Lewerenz war Mitglied der Künstlergruppe „Rote Erde“ in Bielefeld, bevor er von 1914 bis 1918 am Ersten Weltkrieg teilnahm. Es folgte ein Studium an der Kunstakademie in Dresden bei Otto Gussmann. 1919 war Lewerenz gemeinsam mit Herbert Behrens-Hangeler und Hermann Freudenau Gründungsmitglied der Künstlergemeinschaft „Der Wurf“. Gleichzeitig nahm er auch an Ausstellungen der „Novembergruppe“ und der Gruppe „Die Schaffenden“ in Dresden teil
Ab 1923 war Lewerenz Leiter der Entwurfsklasse für angewandte Malerei an der Kunstgewerbeschule in Kassel.

1937 wurden in der Aktion „Entartete Kunst“ sieben seiner Bilder aus öffentlichen Sammlungen beschlagnahmt.

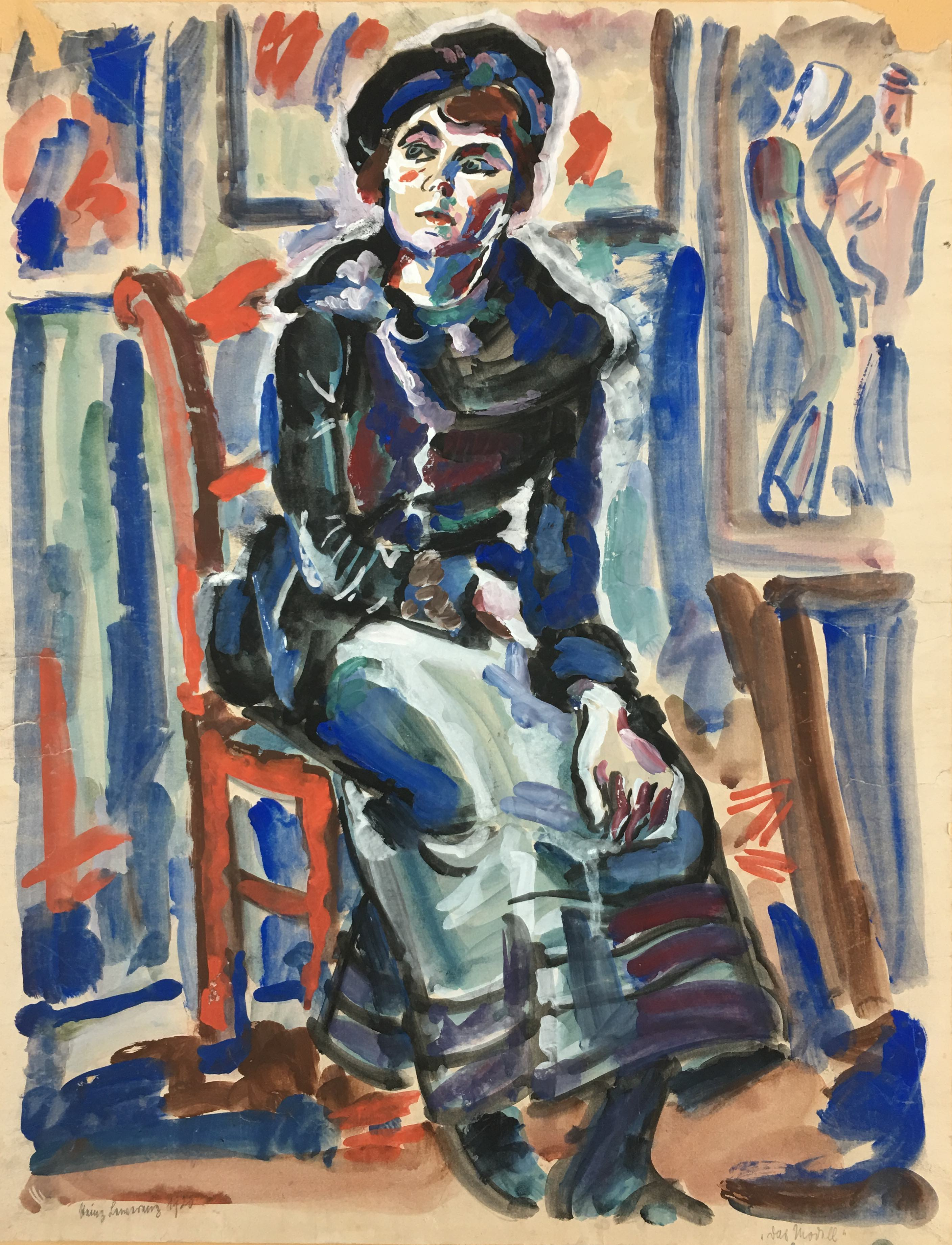
„Das Modell“, 1920

## Werke (Auswahl)

### 1937 als "entartet" aus öffentlichen Sammlungen beschlagnahmte Werke
- Triptychon (Aquarell; Städtisches Kunsthaus Bielefeld. 1938 in Hamburg auf der Wanderausstellung „Entartete Kunst“ vorgeführt. Verbleib ungeklärt.)
- Sandgrube (Aquarell; Staatliche Gemäldegalerie Dresden. Zerstört.)
- Sitzender Akt (Aquarell; Stadtmuseum Dresden. 1939 zur „Verwertung“ auf dem Kunstmarkt an den Kunsthändler Bernhard A. Böhmer; Verbleib ungeklärt.)
- Zwei Druckgrafiken Landschaft (Städtisches Kunsthaus Bielefeld. Zerstört.)
- Arme Frau (Druckgrafik; Städtisches Kunsthaus Bielefeld. Zerstört.)
- Ringende Welten (Tafelbild; Städtisches Kunsthaus Bielefeld. Zerstört.)

### Weitere Werke (Auswahl)
- 1910: Paar mit Kind (Zeichnung)
- 1911: Akt vor blauem Hintergrund (Mischtechnik)
- 1914: Damenbildnis (Gouache)
- 1919: Stillleben mit Blumentöpfen vor dem Fenster (Öl)
- 1919: Kartoffelernte (Aquarell)
- 1920: Das Modell (Aquarell)
- 1920: Aufsteigende Wolken (Mischtechnik)
- 1921: Fischerhütten am Strand (Tusche)
- 1921: Boote am Strand von Rügen (Öl)
- 1921: Darßlandschaft (Aquarell)
- 1922: Augustusbrücke in Dresden (Aquarell)
- 1926: Taormina (Öl)

## Ausstellungen
- 1920: Der Wurf, Kunstsalon Heinrich Brinkmann, Bielefeld[4]
- 1920: Kunstsalon Otto Fischer, Bielefeld
- 1922: Aktsaal der Handwerker- und Kunstgewerbeschule Bielefeld
- 1981: Hermann Freudenau – Heinz Lewerenz. Kulturhistorisches Museum Bielefeld
- 2010: Der Westfälische Expressionismus, Kunsthalle Bielefeld
- 2014: Das Glück in der Kunst – Expressionismus und Abstraktion, Kunsthalle Bielefeld[5]
- 2023: Westfälische Wege in die Moderne - Die Künstlergruppen "Rote Erde" und "Der Wurf", Museum Peter August Böckstiegel[6]